# استخدام الوقت

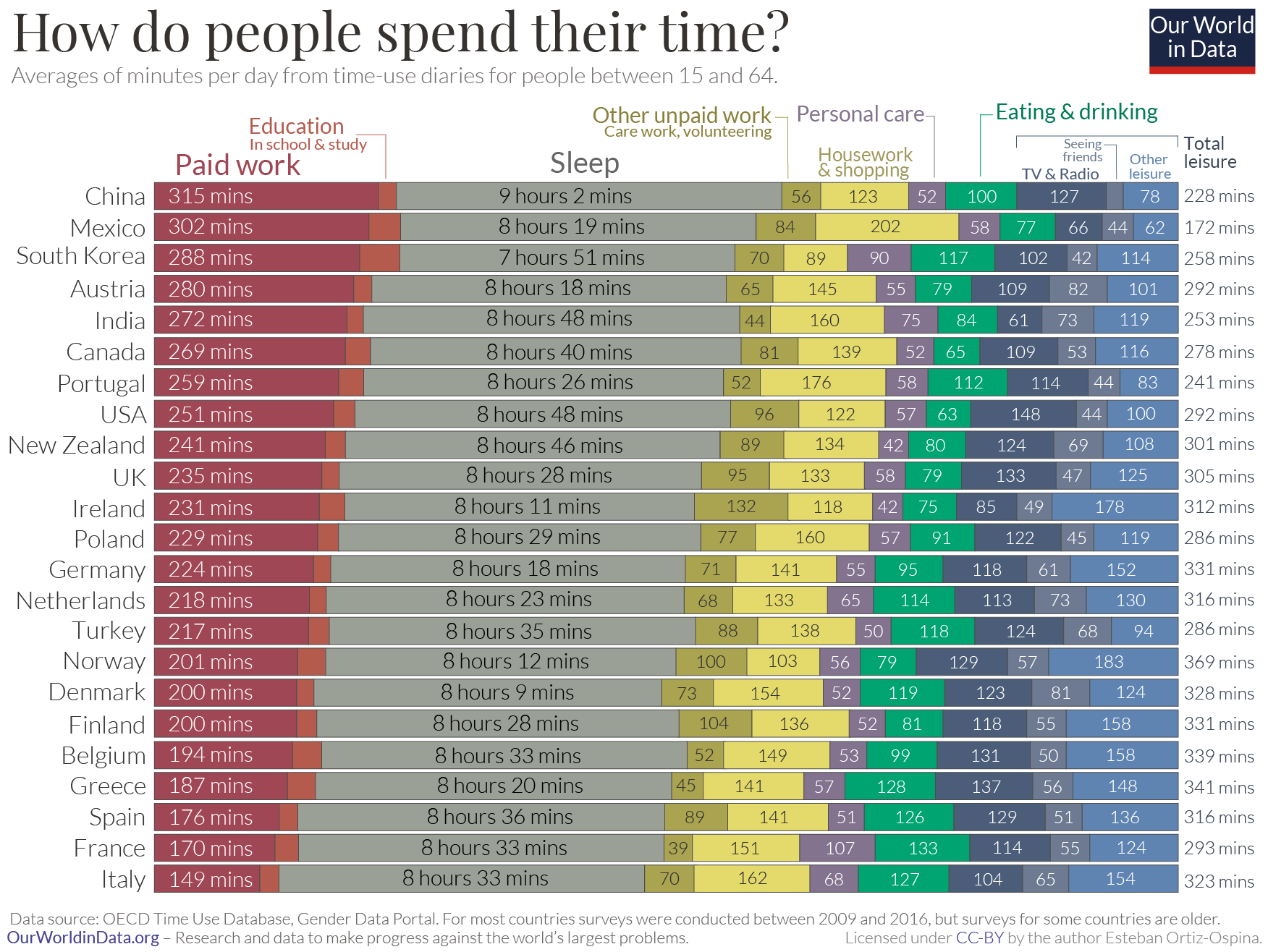
كيف يقضي الناس وقتهم – بحث استخدام الوقت

بحوث «استخدام الوقت» هي حقل متعدد التخصصات، مخصص لتعليم الناس كيفية توزيع وقتهم علي متوسط اليوم. وتكثيف العمل هو الموضوع الشامل الذي ينطوي على استخدام الوقت، وبالأخص فقر الوقت.
ويعالج النهج الشامل لبحوث «استخدام الوقت» مجموعة واسعة من القضايا السياسية والاقتصادية والاجتماعية والثقافية من خلال استخدام استبيانات «استخدام الوقت».
وتوفر هذه الاستبيانات بيانات جغرافية ويوميات يسجلها المتطوعون باستخدام تكنولوجيا النظام العالمي لتحديد المواقع GPS ومذكرات الوقت.
وتهتم بحوث «استخدام الوقت» ببحث النشاط البشري داخل الاقتصاد  المدفوع الأجر وخارجه.وتبحث أيضا في كيفية تغيير هذه الانشطة بمرور الوقت.
ولكن لا ينبغي لكن أن نُخلط بين أبحاث «استخدام الوقت، وإدارة الوقت»، فإن أبحاث «استخدام الوقت» هي علم اجتماعي يهتم بالأنماط السلوكية للإنسان ويهدف إلى بناء مجموعة واسعة من المعارف للاستفادة من  مجموعة واسعة من التخصصات المهتمة بكيفية استخدام الناس لوقتهم.
أما ادارة الوقت فإنه نهج لتخصيص الوقت الذي يهدف إلى غرض إداري محدد لزيادة كفاءة أو فعالية عملية معينة.
. توفر المسوحات البيانات الجغرافية ومذكرات الوقت التي يسجلها المتطوعون باستخدام تقنية GPS ومذكرات الوقت. بحث استخدام الوقت يبحث النشاط البشري داخل وخارج الاقتصاد المدفوع. كما يبحث في كيفية تغير هذه الأنشطة مع مرور الوقت.